# Partido Crédito Social das Ilhas Salomão

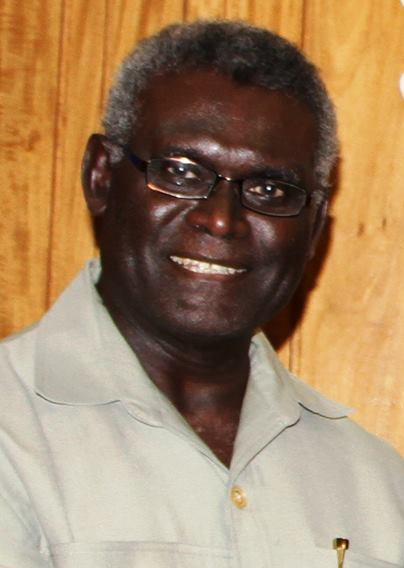
Manasseh Sogavare, atual líder do partido.

O Partido Crédito Social das Ilhas Salomão ("Socreds") é um partido político das Ilhas Salomão que defende as teorias do crédito social da reforma monetária.
É liderado pelo primeiro-ministro Manasseh Sogavare, líder anterior do Partido Progressista Popular e ex-parlamentar do Leste de Choiseul. O partido foi fundado em julho de 2005.
É membro de uma coalizão composta por quatro partidos, a Aliança das Ilhas Salomão pela Mudança, que inclui o Partido Nacional, o Partido Liberal das Ilhas Salomão e o Partido para o Avanço Rural das Ilhas Salomão e grupos de independentes de Honiara, Malaita e Guadalcanal.
O Partido Crédito Social das Ilhas Salomão traça suas origens no Partido Crédito Social da Nova Zelândia (hoje Partido Democrata da Nova Zelândia) e em um de seus líderes, o Bruce Beetham, que acolheu um estudante das Ilhas Salomão em sua casa. Aquele estudante era Solomon Mamaloni, que depois se tornou primeiro-ministro das Ilhas Salomão.
O partido, que disputou a candidatura pela primeira vez, contestou vinte e nove zonas eleitores na eleição nacional em 5 de abril de 2006. O partido obteve 4,3 por cento dos votos e dois assentos.
O partido se opõe ao controle estrangeiro da economia e defende uma plena reforma monetária e financeira, alinhadas com o pensamento do crédito social. Crer que a pobreza das Ilhas só pode ser resolvida através da reforma monetária do crédito social.